# Dance into the Light
Dance into the Light es el sexto álbum de estudio de Phil Collins, lanzado en 1996 por Atlantic Records.
Este álbum fue el primero producido por Collins tras abandonar Genesis el año anterior, y al igual que el anterior trabajo, "Both Sides", las ventas de "Dance into the Light" no fueron las esperadas, más allá de haber sido certificado oro en EE. UU. y alcanzar el puesto N.º 23 de Billboard, siendo este el disco menos vendido en la carrera en solitario de Collins. 
No obstante estos indicadores, la gira promocional americana, titulada "Trip into the Light World Tour" fue uno de los eventos pop rock más exitosos del año.
Como curiosidad, este fue el último disco de Phil Collins en ser prensado en vinilo.

## Lista de canciones
- Autor Phil Collins, salvo los indicados

1. "Dance into the Light" – 4:23
2. "That's What You Said" – 4:22
3. "Lorenzo" (poema de Augusto & Michaela Odone) – 5:52
4. "Just Another Story" – 6:24
5. "Love Police" – 4:08
6. "Wear My Hat" – 4:33
7. "It's in Your Eyes" – 3:01
8. "Oughta Know by Now" – 5:27
9. "Take Me Down" – 3:21
10. "The Same Moon" – 4:13
11. "River So Wide" – 4:55
12. "No Matter Who" – 4:47
13. "The Times They Are a-Changin'" (Bob Dylan) - 5:07